# Anthylla (genus)
Anthylla is een geslacht van wantsen uit de familie van de Reduviidae (Roofwantsen). Het geslacht werd voor het eerst wetenschappelijk beschreven door Carl Stål in 1876.

## Soorten
Het genus bevat de volgende soort:

- Anthylla nervosopunctata Signoret, 1863